# Hypercompe pertestacea
Hypercompe pertestacea är en fjärilsart som beskrevs av Rothschild 1935. Hypercompe pertestacea ingår i släktet Hypercompe och familjen björnspinnare. Inga underarter finns listade i Catalogue of Life.